# Пьер Шарло
Пьер Шарло (фр. Pierre Charlot; до 1209 — 9 октября 1249) — епископ Нуайона (1240—1249), незаконнорождённый сын короля Филиппа II.

## Биография
Пьер Шарло был незаконнорождённым сыном французского короля Филиппа II и неизвестной женщины, названной как «некая дама из Арраса». Получил образование под руководством французского хрониста Гийома Бретонского, который посвятил своему воспитаннику поэму «Филиппида», рассказывающую о жизни отца-короля.
Начал церковную деятельность как казначей в базилике Святого Мартина в Туре. В 1235 году он стал казначеем в церкви Святого Фрамбура в Санлисе и в Сен-Фурси в Перроне.
В 1240 году на выборах епископа Нуайона Пьер и настоятель монастыря Святого тура получили одинаковое количество голосов. По итогам решения король Людовик IX назначил его епископом Нуайона, что вызвало возмущение Папы Григория IX, утверждавшего, что незаконнорождённый не может занимать эту должность без специального разрешения. Несмотря на это, Пьер Шарло сохранил свою должность.
Был участником Седьмого крестового похода; погиб при кораблекрушении в Средиземном море 9 октября 1249 года. После возвращения армии он был похоронен в алтаре Нуайонского собора.